# Cornus peruviana
Cornus peruviana là một loài thực vật có hoa trong họ Cornaceae. Loài này được J.F.Macbr. miêu tả khoa học đầu tiên năm 1929.